# Pour un sou d'amour
Pour un sou d'amour és una pel·lícula francesa en blanc i negre dirigida per Jean Grémillon, estrenada el 1932.

## Sinopsi
Volent ser estimat per si mateix, el multimilionari Jacques Mainville viatja a Poitou per conèixer Françoise: una jove que va publicar un anunci matrimonial a la revista "Vénus" sota el pseudònim "La dame bleue". En aquest anunci, va especificar: "Amb un cèntim d'amor en tindria prou, sempre que fos sincer". Intenta seduir la jove poitevina ensenyant-li centenars de milions. Però Françoise, que s'ha enamorat de Jacques, allunya el fals multimilionari. Tranquil·litzat, Jacques finalment pot realitzar el seu somni: casar-se amb una dona que l'estimi per ell mateix.

## Repartiment
- André Baugé: Jacques Mainville
- Josseline Gaël: Françoise
- Charles Dechamps: Jean Montival (secretària de Jacques Mainville)
- André Carnège: Max-Adolphe Préchard
- Jean Diener: Furet (el notari)
- Raymond Cordy: Antoine (el xofer)
- Maximilienne: Mathilde
- Magdeleine Bérubet: la redactora de « Vénus »
- Henri Delivry: el senyor gros
- Michel André
- Blanche Beaume
- Gabrielle Fontan
- Lucienne Gros: Mme Hariette
- Nita Alvarez: la bohémienne

## Producció
Després del rodatge, Jean Grémillon va renegar d'aquesta pel·lícula "alimentària", que, segons els crèdits, hauria estat dirigida per Jacques Brillouin..., perfecte homònim del compositor i enginyer acústic nascut el 1892 i mort el 1971.